# Temporada 1979-1980 del Club Joventut Badalona
La temporada 1979-1980 va ser la 41a temporada en actiu del Club Joventut Badalona des que va començar a competir de manera oficial. La Penya va disputar la seva 24a temporada consecutiva a la màxima categoria del bàsquet espanyol, acabant la fase regular en la tercera posició, repetint la classificació aconseguida a la temporada anterior. L'equip també va arribar fins als quarts de la Copa Korac i a les semifinals de la Copa del Rei.

## Resultats
Copa Korac
A la Copa Korac l'equip va quedar eliminat en la lligueta de quarts de final. Abans de quedar eliminat, havia eliminat el GM Vasas SC (Hongria) a la ronda prèvia.
Lliga espanyola
A la lliga espanyola finalitza en la tercera posició de 12 equips participants. En 22 partits disputats va obtenir un bagatge de 15 victòries i 7 derrotes, amb 2.022 punts a favor i 1.911 en contra (+111).
Copa del Rei
En aquesta edició de la Copa del Rei el Joventut va quedar eliminat a semifinals en perdre l'eliminatòria amb el Manresa EB. Prèviament, a quarts de final havia eliminat el Cotonifici.

## Plantilla
La plantilla del Joventut aquesta temporada va ser la següent:
| Club Joventut Badalona: plantilla 1979-80 |
| Jugadors                                  |
| Josep Maria Margall                       |
| Lluís Miguel Santillana                   |
| Gonzalo Sagi-Vela                         |
| Germán González                           |
| Ernest Delgado                            |
| Jordi Villacampa                          |
| Jordi Ribas                               |
| Josep Maria Ferrer                        |
| Manel Bosch                               |
| Albert Pujol                              |
| Félix De Pablo                            |
| Al Carlson                                |
| Ed Johnson                                |
| Entrenador                                |
| Josep Lluís i Cortés                      |